# جيفري دالي
جيفري دالي (بالإنجليزية: Jeffery Dale)‏ هو لاعب كرة قدم أمريكية أمريكي، ولد في 6 أكتوبر 1962 في بينيفيلي في الولايات المتحدة.

## وصلات خارجية
- جيفري دالي على موقع مرجع كرة القدم المحترفة.كوم (الإنجليزية)